# Elezioni presidenziali in Colombia del 2002
Le elezioni presidenziali in Colombia del 2002 si tennero il 26 maggio.
Inizialmente il favorito alla corsa presidenziale era il leader del Partito Liberale Colombiano, di centro-sinistra Horacio Serpa Uribe a seguito della delusione popolare del governo di centrodestra in carica dal 1998. Tuttavia all'interno dei liberali non tutti erano favorevoli alla candidatura di Serpa ed una minoranza capeggiata dall'ex governatore del dipartimento di Antioquia Álvaro Uribe Vélez ha costituito il movimento Primero Colombia di ispirazione centrista.
Durante la campagna elettorale il candidato liberale cala nelle intenzioni di voto a favore del dissidente Uribe che successivamente viene sostenuto dai conservatori: inizialmente avevano espresso un altro candidato ma nel timore di ottenere una debacle elettorale hanno preferito ritirarsi.
Uribe viene eletto al primo turno con il 53% dei voti sconfiggendo la candidatura progressista.

## Risultati
| Álvaro Uribe Vélez        | Primero Colombia                 | 5 862 655  | 53,05 |  |  |  |  |  |
| Horacio Serpa Uribe       | Partito Liberale Colombiano      | 3 514 779  | 31,80 |  |  |  |  |  |
| Luis Eduardo Garzon       | Polo Democratico Indipendente    | 680 245    | 6,16  |  |  |  |  |  |
| Noemi Sanin               | Sì Colombia                      | 641 884    | 5,81  |  |  |  |  |  |
| Íngrid Betancourt Pulecio | Partito Verde Ossigeno           | 53 922     | 0,49  |  |  |  |  |  |
| Harold Bedoya Pizarro     | Forza Colombia                   | 50 763     | 0,46  |  |  |  |  |  |
| Francisco Tovar Garcés    | Movimento Difesa Cittadina       | 16 333     | 0,15  |  |  |  |  |  |
| Augusto Guillermo Lora    | M-19                             | 10 987     | 0,10  |  |  |  |  |  |
| Álvaro Cristancho Toscano | Partecipazione Comunitaria       | 9 627      | 0,09  |  |  |  |  |  |
| Guillermo Antonio Cardona | Movimento Comunale e Comunitario | 8 023      | 0,07  |  |  |  |  |  |
| Rodolfo Rincón Sosa       | Partecipazione Comunitaria       | 6 311      | 0,06  |  |  |  |  |  |
| Voti in bianco            | Voti in bianco                   | 122 240    | 1,11  |  |  |  |  |  |
| Totale                    | Totale                           | 11 051 645 | 100   |  |  |  |  |  |
|                           |                                  |            |       |  |  |  |  |  |
| Voti non validi           | Voti non validi                  | 198 089    | 1,76  |  |  |  |  |  |
| Votanti                   | Votanti                          | 11 249 734 | 46,47 |  |  |  |  |  |
| Elettori                  | Elettori                         | 24 208 311 |       |  |  |  |  |  |